# Старый город (Каменец-Подольский)

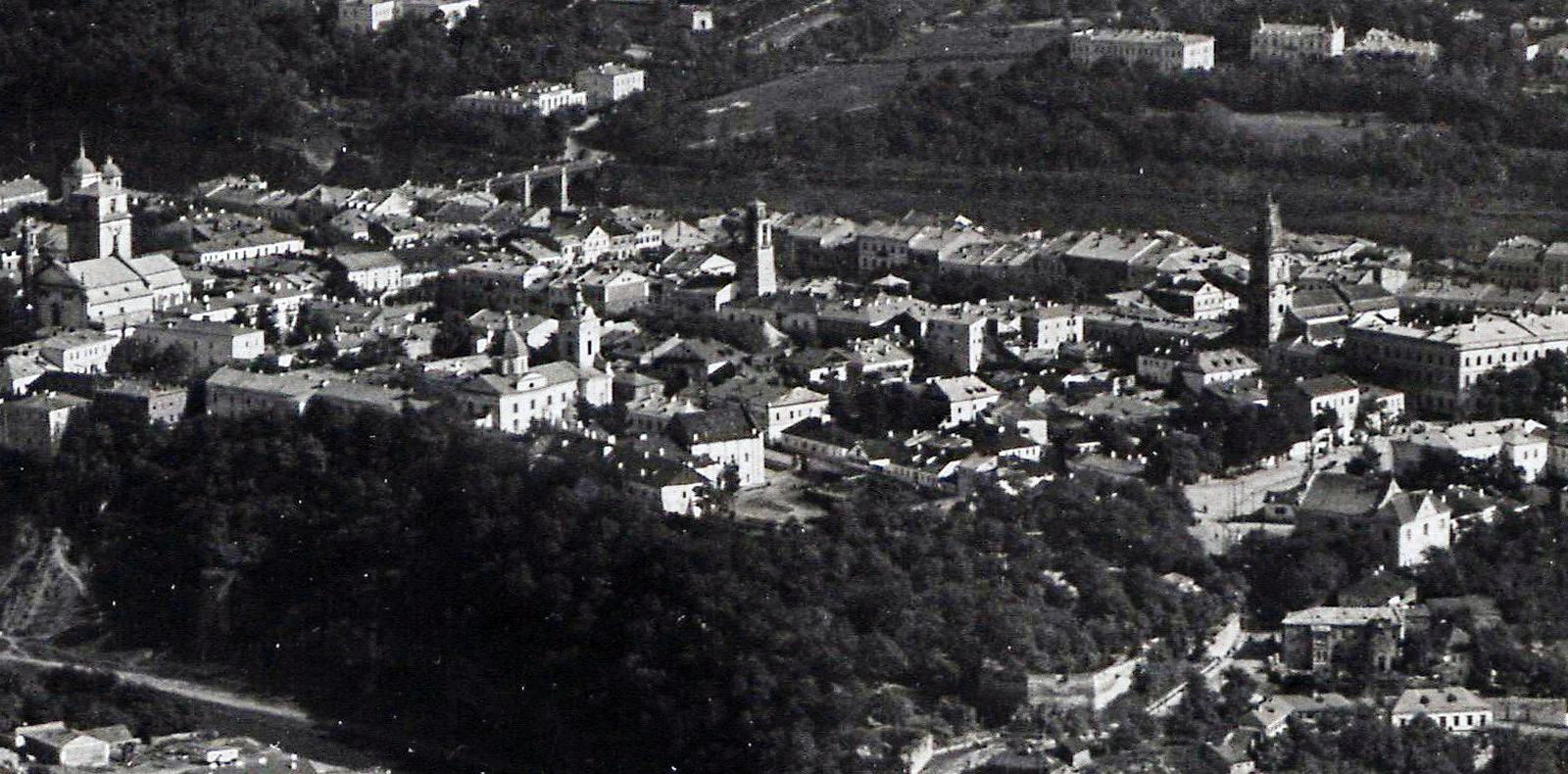
Старый город с высоты птичьего полёта (начало XX века)

Старый город — древнейший микрорайон Каменца-Подольского.

## Расположение
«Старый город» расположен на полуострове в петле реки Смотрич. Соединяется с микрорайоном «Новый План» Новоплановским мостом, а с Каменец-Подольской крепостью, которая является составной частью «Старого города», — Замковым мостом.

## Топография
Современный «Старый город» — это 4 площади, 21 улица, 2 спуска и 5 переулков, что в совокупности составляет 32 топографических объекта. Их названия и статус окончательно были определены 11 сентября 1990 года, когда президиум Каменец-Подольского городского Совета народных депутатов, прислушавшись к предложениям топонимической комиссии, восстановил исторические названия улиц и площадей «Старого города».

### Улицы
Центральную магистраль «Старого города», которая пролегла от Новоплановского к Замковому мосту, образуют последовательно расположенные три небольшие улицы — Троицкая, Старобульварная и Замковая.
Группу западных улиц (к западу от центральной магистрали) составляют три параллельные улицы — Татарская, Францисканская и Кузнечная и две небольшие поперечные улицы — Петропавловская и Зантуская. Сюда можно добавить ещё и Западный бульвар, хоть этот топографический объект давно уже изъят из старогородской номенклатуры. Однако до сих пор Захаржевскую башню (известную также как башня на броде) часто адресно приписывают именно к Западному бульвару.
Очень пёстрой является группа из семи восточных улиц (к востоку от центральной магистрали). Это и достаточно длинная Зарванская улица с Пятницкой улицей, которая её продолжает, и значительно укороченные фашистами Длинная улица и Восточный бульвар (ныне улица Валы). Это и небольшие Доминиканская и Иоанно-Предтеченская улицы, а также Ремесленная улица.
Группу южных улиц образуют Армянская и Госпитальная улицы, которые отходят от Армянского рынка, а также Тринитарская и Успенская улицы, отходящие от Замковой улицы. Это главные улицы бывших армянских кварталов.
Наконец, в «Старом городе» находятся две окраинные улицы в каньоне Смотрича — очень длинная Русская на правом берегу реки и когда-то очень длинная Онуфриевская на левом берегу. Были времена, когда эти улицы считали пригородами Каменца-Подольского — соответственно Долиной и Заводью.

### Спуски и переулки
Поскольку «Старый город» расположен на холмистом полуострове, то в нём было много спусков. Сегодня номинально осталось только два из них на севере — Старопочтовый и Почтовый.
В начале XX века в «Старом городе» было два десятка переулков. Сегодня их осталось только пять: Михайловский на севере, Гимназический в центре и три на юге (в прежних армянских кварталах) — Николаевский, Комендантский и Тесный. Тупиков в «Старом городе» нет, хотя, если подходить формально, Николаевский переулок является тупиком.

## Фотогалерея

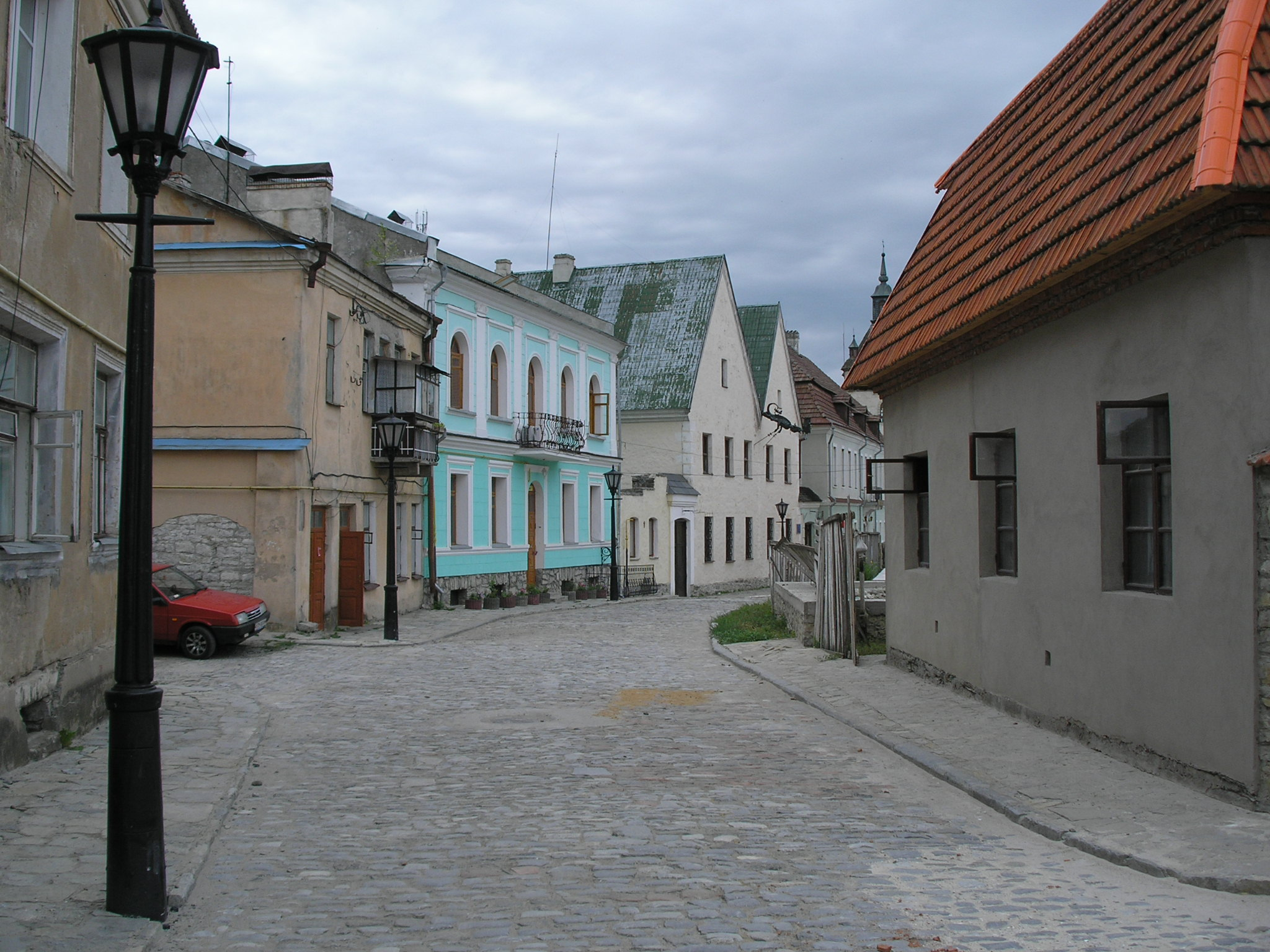
Улица «Старого Города»
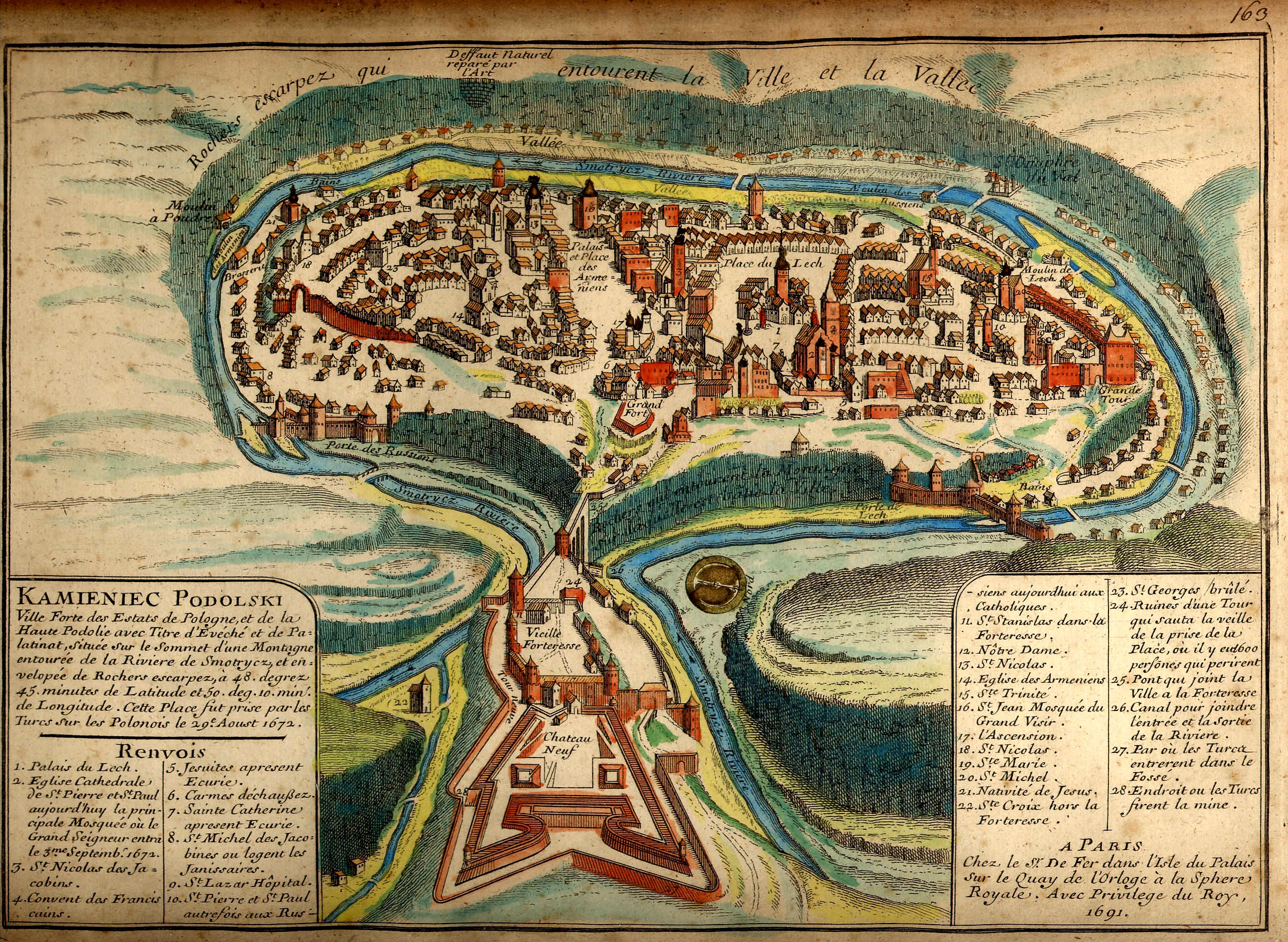
Средневековая карта Каменца. Вид с Замкового моста, 1691 год
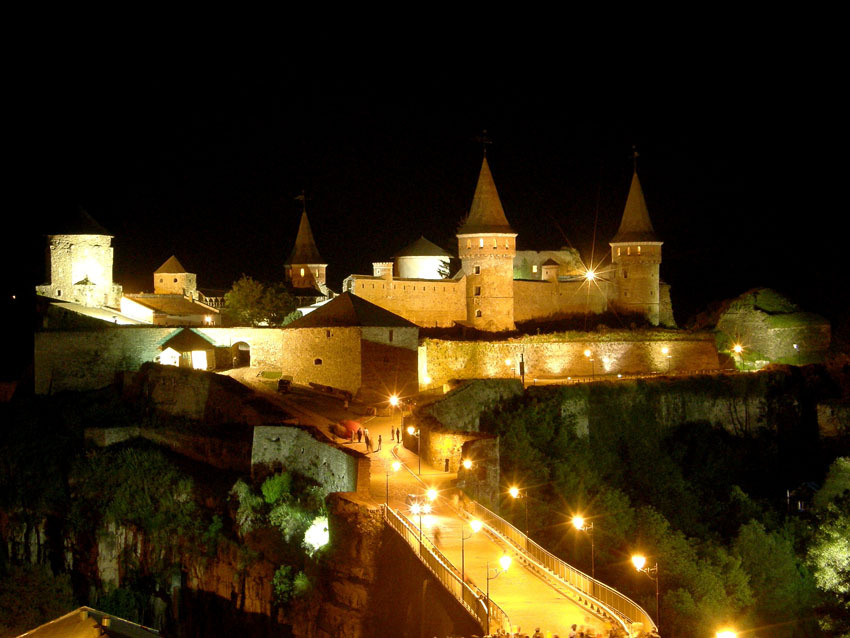
Старый замок Каменца-Подольского, 2008